# Meinhard Hoffmann
Meinhard Hoffmann (* 18. November 1853 in Wiesbaden; † 18. Januar 1936 in Deixlfurt) war ein deutscher Chemiker und Manager.

## Leben
Meinhard Hoffmann kam 18. November 1853 in Wiesbaden als Sohn des Architekten Philipp Hoffmann und der Klementine (* 1832, † 1893), der Tochter des Gottfried Stock, zur Welt. Er widmete sich einem Studium der Chemie an der Rheinischen Friedrich-Wilhelms-Universität Bonn und an der Georg-August-Universität Göttingen, bevor er 1876 in Göttingen mit der Dissertation Über die Einwirkung von Phosphorpentachlorid auf substituierte Amide einbasischer Säuren zum Dr. phil. promovierte.

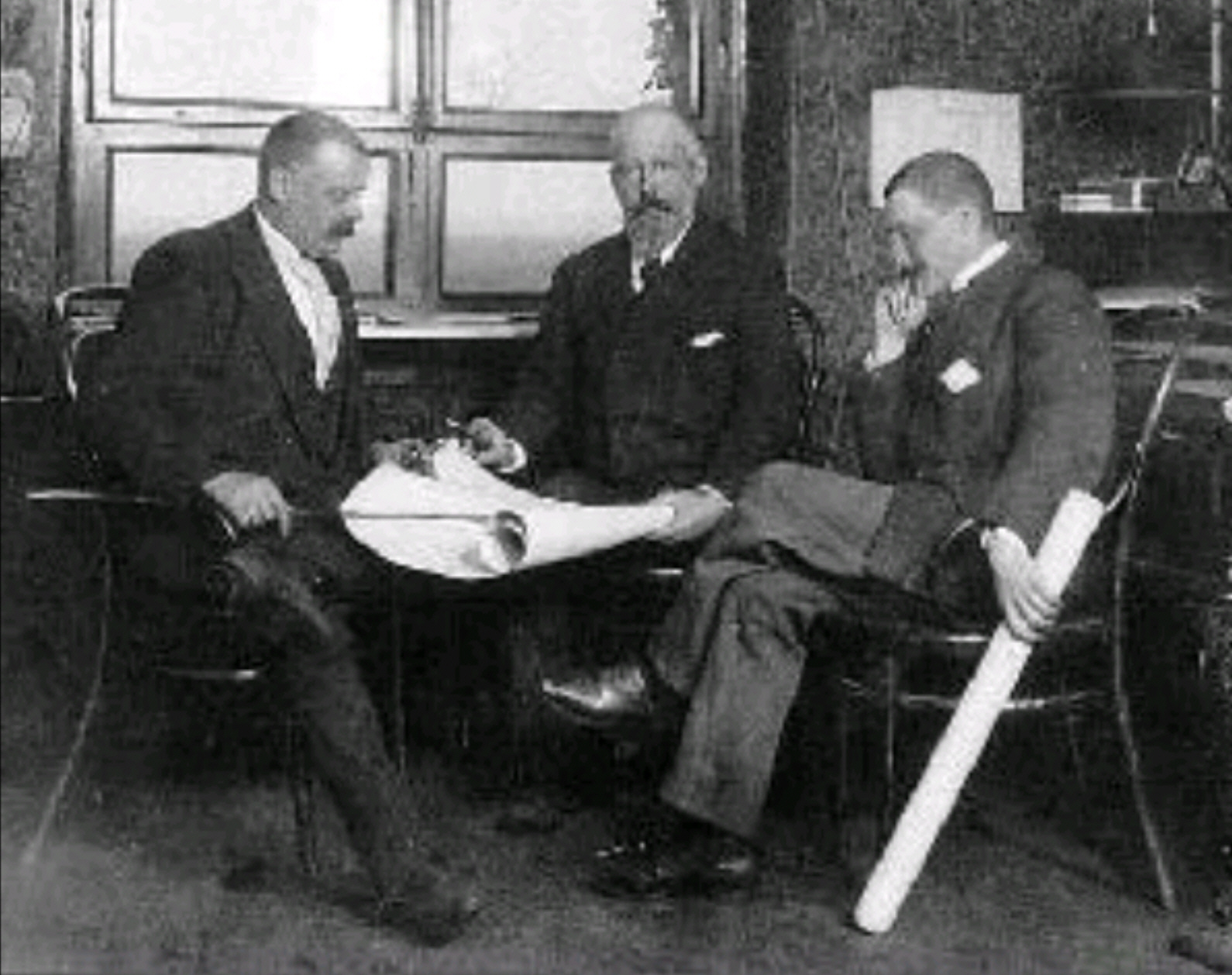
Hoffmann 1895 bei Cassella (mit Leo Gans und Arthur von Weinberg)

In der Folge war er kurze Zeit in der chemischen Fabrik CAF Kahlbaum in Berlin beschäftigt, ehe er 1879 in die Frankfurter Anilinfarbenfabrik Gans & Compagnie eintrat, die ab 1894 als Leopold Cassella & Compagnie firmierte. Innerhalb des Unternehmens wurde Hoffmann die Leitung der Fabrikation basischer Farbstoffe, später der zahlreichen neuen Azo- und Schwefelfarbstoffe, übertragen. Dabei gelang es ihm, produktionstechnische Probleme, die durch mangelnde technische Ausstattung sowie ungenügend qualifiziertes Personal bedingt waren, mit technischem Know-how und organisatorischer Kompetenz zu überwinden. Meinhard Hoffmann wurde 1895 zum technischen Direktor ernannt. Im Jahr 1929 würdigte die Technische Hochschule München seine Leistungen mit der Verleihung der Ehrendoktorwürde (als Dr.-Ing. E. h.).
In der Zeit von 1908 bis 1919 war Meinhard Hoffmann Mitglied des Kommunallandtags Kassel und des Provinziallandtags der Provinz Hessen-Nassau.
Meinhard Hoffmann heiratete im Jahr 1880 in Wiesbaden Auguste (* 1854, † 1948), eine Tochter des Dr. Bernhard Greiß. Sie hatten eine gemeinsame Tochter. Er verstarb am 18. Januar 1936, zwei Monate nach Vollendung seines 82. Lebensjahres, in Deixlfurt.

## Wirken
Ab 1882 begann Meinhard Hoffmann sich auch wissenschaftlich zu betätigen, so etwa auf dem Gebiet der Sulfierung und Nitrierung des Naphthalins, der Naphthole, Naphthylamine und Aminonaphthole. Unter anderem gelang ihm hier neben der Isolierung der 1-Naphthol-4-sulfosäure, der α, α-Säure und der 2-Naphthol-6-sulfosäure in einem einfachen Verfahren die technische Trennung von R- und G-Salz (β-Naphthol-3,6- und 6,8-disulfosäure). Alle diese Stoffe bildeten wertvolle und bedeutende Ausgangsmaterialien und Zwischenprodukte für zahlreiche neue Azofarbstoffe.
Seinen größten Erfolg verbuchte Hoffmann im Jahre 1890 mit der Entdeckung der nach ihm benannten H-Säure, der 1,8-Aminonaphthol-3,6-disulfosäure, eines der mengenmäßig größten und wertvollsten Zwischenprodukte der Azochemie. Hoffmann trug sowohl als Produktionsleiter als auch als Erfinder nicht nur zur Weltgeltung des Unternehmens Cassella, sondern auch zu der gewaltigen Entwicklung der deutschen Teerfarbenindustrie und deren Vormachtstellung in der Welt bis 1914 bei.

## Werke
- Zahlreiche Patente:
- In: Paul Friedlaender: Fortschritte der Teerfarbenfabrikation 1 ff., 1888 ff.
- In: Tabellarische Übersicht der künstlichen organischen Farbstoffe, herausgegeben von Gustav Schultz und Paul Julius, 1888 ff.
- In: Farbstofftabellen, 2 Bde., herausgegeben von Gustav Schultz und Paul Julius, 6 te. Auflage 1923, 7 te. Auflage 1928-31, bearbeitet von Ludwig Lehmann